# Герб Паневежиса
Ге́рб Паневе́жиса (лит. Panevėžio herbas) — офіційний символ литовського міста Паневежис, адміністративного центру Паневежського повіту. Автор сучасного герба — Арвідас Каждайліс.

## Історія

### XIX століття
Поневеж не мав свого міського символу до кінця XVIII століття. З першої половини XIX століття відомі три варіанти міських печаток як атрибутів самоврядного міста — 1801, 1812 та 1817 року. На кожній з них був зображений російський двоголовий орел та споруда з трьома вежами й двома вікнами; в пізніших версіях — сигль у вигляді кириличної літери «П» на даху будівлі.
Після повстання 1830—1831 років міські символи не використовувались. Лише 6 квітня 1845 року було затверджено новий герб Поневежа:
| Щит перетятий навпіл на дві рівні частини. У верхній частині герб Ковенської губернії: в лазуровому полі пам'ятник на честь російсько-французької війни, прикрашений золотими імператорськими орлами та увінчаний золотим православним хрестом, біля підніжжя якого дві річки, що зливаються; у нижньому срібному полі соха. |
На гербі зображений пам'ятник в місті Ковно, демонтований 1915 року, та річки Німан і Няріс, на яких стоїть Ковно. 

### Радянська доба
В часи СРСР питання про створення герба Паневежиса вперше піднялось в 1966 році, коли міністерством культури Литовської РСР було створено Республіканську геральдичну комісію. Було розроблено новий проект міського герба: у верхньому червоному полі зображувались два перехрещені срібні снопи, у нижньому синьому — срібне стилізоване зображення коня. Пізніше від цього проекту відмовились.

### Сучасність
Сучасний герб Паневежиса був створений на основі печатки 1812 року з використанням найпоширеніших у литовській міській геральдиці кольорів, оскільки першопочаткова кольорова гама була невідомою:
| У срібному полі на чорній базі червона міська брама з одною основною та двома боковими вежами і двома вікнами. |
Герб затверджений 11 травня 1993 року. Положення про використання герба міста було схвалене рішенням ради муніципалітету Паневежиса № 1-8-1 від 23 жовтня 2003 року.